# Madonna in preghiera
La Madonna in preghiera è un dipinto a olio su tavola di tiglio (53x43 cm) di Albrecht Dürer, siglato e datato al 1518 (in alto a sinistra), e conservato nella Gemäldegalerie di Berlino.

## Storia
L'opera si trovava nella collezione Morosini-Gattemburg a Venezia e quando fu messa in vendita, nel 1894, finì al museo berlinese. Alle Gallerie dell'Accademia ne esiste una copia abbastanza fedele, dipinta su rame a databile alla fine del Cinquecento o all'inizio del Seicento.
Probabilmente l'opera faceva parte d un dittico, in cui a sinistra doveva trovarsi forse un Cristo dolente, che Erwin Panofsky pensò di individuare in un Redentore più volte ridipinto in collezione privata a New York.

## Descrizione e stile
Maria è ritratta a mezzo busto con le mani giunte in preghiera e lo sguardo, dolce e un po' patetico, rivolto di tre quarti a sinistra. Il tradizionale velo blu è foderato di lucida stoffa arancione (un colore molto raro che si trovava solo nell'emporio di Venezia), e lascia trasparire maniche rosa, bordate a pighette, e una cuffia bianca che si allunga fino al petto. A questo già sfolgorante insieme cromatico vano poi aggiunti il verde e il rosso dello sfondo, che avvicinano l'opera alla più smagliante tradizione veneta. La luce è dorata e inonda il volto di Maria, piuttosto idealizzato, creando una dimensione di religioso raccoglimento.